# Euphorbia tenuirama
Euphorbia tenuirama là một loài thực vật có hoa trong họ Đại kích. Loài này được Schweinf. ex A.Berger mô tả khoa học đầu tiên năm 1907 publ. 1906.